# Лавровые
Ла́вровые (лат. Lauraceae) — семейство цветковых растений порядка Лавроцветные (Laurales).
Представители семейства распространены повсеместно, преимущественно во влажных тропических и субтропических областях Старого и Нового Света.

## Ботаническое описание
Большинство из них — ароматические вечнозелёные деревья или кустарники, но Сассафрас (Sassafras) и ещё один-два рода — листопадные, а род Кассита (Cassytha) принадлежит к паразитическим лианам.
Листорасположение очерёдное, реже супротивное. Листья простые, цельнокрайные или лопастные, кожистые, без прилистников.
Соцветие метельчатое, зонтичное или кистевидное. Цветки лавровых актиноморфные, обоеполые или однополые, в последнем случае растения однодомные, циклические, обычно трёхчленные (коричник, авокадо), редко двучленные (у лавра) и пятичленные. Листочки околоцветника в числе 6, свободные, в двух кругах, зеленоватые или желтоватые. Тычинки в числе 9, 12 или более, с 4—8 пыльниками, в трёх или четырёх кругах, часть их (а в женских цветках все) редуцирована до стаминодиев, при основании нередко с желёзками. Пыльники 2—4-гнёздные, с очень характерными откидывающими клапанами. Гинецей ценокарпный, из двух-трёх плодолистиков. Завязь верхняя, очень редко нижняя, с одной анатропной семяпочкой, погружённая в полое цветоложе; столбик один; рыльца мелкие, простые или с 2—3 лопастями.
Наиболее часто строение цветков лавровых отвечает формулам: {\displaystyle \ast P_{2+2}\;A_{2+2+2+2}\;G_{({\underline {2}})}} или {\displaystyle \ast P_{3+3}\;A_{3+3+3+{3^{st}}}\;G_{({\underline {3}})}}.
Плод — односемянная ягода или костянка, причём плод может быть и сухим. Если плод сухой, то купула вместе с плодом напоминает жёлудь дуба. Семена без эндосперма; зародыш прямой; семядоли толстые, мясистые.
Для представителей семейства характерно содержание слизей, эфирных масел, горьких веществ.

## Значение и применение
Лавровые имеют важное хозяйственное значение как растения, поставляющие корицу, ароматичную древесину и являющиеся источником получения естественной камфоры, сассафраса, некоторых эфирных и технических масел и других веществ.
Листья благородного лавра используются в консервном деле и как пряность. Авокадо разводится как плодовое растение, доставляющее высокомасличные и питательные плоды.
Многие виды лавровых широко используются для создания лесных и лесозащитных насаждений и в декоративных целях.

## Палеонтология
В ископаемом состоянии семейство известно с раннего мела. Цветки были найдены в бирманском и доминиканском янтарях.

## Роды
Семейство включает не менее 57 родов и более 2900 (возможно, более 4000) видов:
| - Actinodaphne Nees — Актинодафна - Adenodaphne S.Moore - Aiouea Aubl. - Alseodaphne Nees - Anaueria Kosterm. - Aniba Aubl. - Apollonias Nees - Aspidostemon Rohwer & H.G.Richt. - Beilschmiedia Nees — Бейлшмидия - Brassiodendron C.K.Allen - Caryodaphnopsis Airy Shaw - Cassytha L. — Кассита - Chlorocardium Rohwer et al. - Cinnadenia Kosterm. — Циннадения - Cinnamomum Schaeff. — Коричник, или Коричный лавр - Clinostemon Kuhlm. & Samp. - Cryptocarya R.Br. — Криптокария - Dehaasia Blume — Дехаазия - Dicypellium Nees & Mart. | - Dodecadenia Nees - Endiandra R.Br. - Endlicheria Nees - Eusideroxylon Teijsm. & Binn. - Gamanthera van der Werff - Hexapora Hook.f. - Hypodaphnis Stapf - Iteadaphne Blume - Kubitzkia van der Werff - Laurus L. — Лавр - Licaria Aubl. - Lindera Thunb. — Линдера - Litsea Lam. — Лицея - Machilus Nees — Махил - Mezilaurus Kuntze ex Taub. - Mocinnodaphne Lorea-Hern. - Nectandra Rol. ex Rottb. — Нектандра - Neocinnamomum H.Liu - Neolitsea (Benth. & Hook.f.) Merr. | - Nothaphoebe Blume - Ocotea Aubl. — Окотея - Paraia Rohwer et al. - Persea Mill. — Персея, или Авокадо - Phoebe Nees — Фебе - Phyllostemonodaphne Kosterm. - Pleurothyrium Nees - Potameia Thouars - Potoxylon Kosterm. - Povedadaphne W.C.Burger - Ravensara Sonn. - Rhodostemonodaphne Rohwer & Kubitzki - Sassafras J.Presl — Сассафрас - Sextonia van der Werff - Syndiclis Hook.f. - Triadodaphne Kosterm. - Umbellularia (Nees) Nutt. — Умбеллюлярия - Urbanodendron Mez - Williamodendron Kubitzki & H.G.Richt. |